# Urim
Urim (en hébreu : אוּרִים) est un kibboutz situé dans le désert du Néguev, près de la frontière avec la bande de Gaza.
Il a été fondé en 1946 par des immigrants originaires de Bulgarie. Ce kibboutz relève de la juridiction du conseil régional d'Eshkol. En 2022, il comptait 510 habitants.